# Jutta av Sachsen (död 1287)
Jutta av Sachsen, född omkring 1240, död 23 december 1287, var markgrevinna av Brandenburg i sitt 1255 ingångna äktenskap med markgreve Johan I av Brandenburg (död 1266/1267) och mor till danska drottning Agnes av Brandenburg. Jutta var dotter till hertig Albrekt I av Sachsen och Agnes av Thüringen (död före 1247).

## Familj
Jutta gifte sig 1255 med markgreve Johan I av Brandenburg, i dennes andra äktenskap. I äktenskapet föddes:
- Agnes av Brandenburg (efter 1255–1304), drottning av Danmark genom giftermål 1273 med kung Erik Klipping (1249–1286), omgift 1293 med greve Gerhard II av Holstein (1254–1312).
- Henrik I "utan land", (1256–1318), medregerande markgreve av Brandenburg och markgreve av Landsberg, gift med Agnes av Bayern, dotter till hertig Ludvig II av Bayern.
- Mechthild (?–före 1309), gift med hertig Bogislav IV av Pommern, (1258–1309)
- Albrekt (ca. 1258–1290)
- Hermann (?–1291), biskop av Havelberg 1290-1291.